# Mimaphodius pusillus
Mimaphodius pusillus är en skalbaggsart som beskrevs av Nikolajev 2007. Mimaphodius pusillus ingår i släktet Mimaphodius och familjen Hybosoridae. Inga underarter finns listade i Catalogue of Life.